# Liste der Stolpersteine in Berlin-Wilhelmsruh
Die Liste der Stolpersteine in Berlin-Wilhelmsruh enthält die Stolpersteine im Berliner Ortsteil Wilhelmsruh im Bezirk Pankow, die an das Schicksal der Menschen erinnern, die im Nationalsozialismus ermordet, deportiert, vertrieben oder in den Suizid getrieben wurden. Die Tabelle erfasst zwei Stolpersteine und ist teilweise sortierbar; die Grundsortierung erfolgt alphabetisch nach dem Familiennamen.
| Bild | Person        | Adresse und Koordinate () | Adresse und Koordinate () | Verlegedatum | Leben |
| ---- | ------------- | ------------------------- | ------------------------- | ------------ | ----- |
|      | Anna Reinicke | Schillerstraße 16         |                           | 5. Dez. 2017 |       |
|      | Ernst Rexin   | Hielscherstraße 36        |                           | 5. Dez. 2017 |       |